# Cygnus X-1

Recreació artística del sistema Cygnus X-1

Cygnus X-1 és la font de raigs X d'alta energia més brillant que es pot observar al cel, i és a la constel·lació del Cigne. Es considera el primer exemple conegut de forat negre, i va ser identificat per Tom Bolton a les instal·lacions de la Universitat de Toronto.
El sistema és a uns 8.000 anys llum (2.500 parsecs) i forma part d'un sistema binari al costat d'una estrella supergegant blava d'una magnitud aparent de 8,9. Es tracta d'un objecte molt compacte la massa del qual és entre 7 i 13 vegades la massa del Sol, i com la massa màxima calculada per a una estrella de neutrons és de tres sols, es dedueix que és un forat negre.
Se suposa que res no pot escapar dels forats negres, ni tan sols els fotons; però no és el forat el que emet els raigs X, sinó la matèria que està a punt de caure-hi. Tot apunta que el forat té un disc d'acreció format per gasos i plasma que s'arremolina des de la supergegant al forat.

## Descobriment i observació
L'observació de les emissions de raigs X permet als astrònoms estudiar fenòmens celestes que impliquen gas amb temperatures en milions de graus. No obstant això, com que les emissions de raigs X són bloquejades per l'atmosfera terrestre, l'observació de les fonts de rajos X celestes no és possible sense aixecar instruments a altures on els rajos X poden penetrar. Cygnus X-1 es va descobrir amb instruments de raigs X que van ser transportats per un coet sonda llançat des del White Sands Missile Range a Nou Mèxic. Com a part d'un esforç continu per cartografiar aquestes fonts, es va realitzar un sondeig el 1964 amb dos coets suborbitals Aerobee. Els coets van transportar comptadors Geiger per mesurar l'emissió de raigs X en rang de longitud d'ona 1–15 Å a través d'una secció de 8,4° del cel. Aquests instruments van apuntar el cel a mesura que els coets giraven, i aixíi van produir un mapa de sondeig molt espaiat.
Com a resultat d'aquests sondeigs, es van descobrir vuit noves fonts de raigs X còsmiques, incloent-hi Cyg XR-1 (més tard Cyg X-1) en la constel·lació del cigne. Les coordenades celestes d'aquesta font es van estimar en ascensió recta 19h53m i declinació 34,6°. No es va associar amb cap font especial de ràdio o òptica en aquesta posició.
Veient la necessitat d'estudis de més durada, el 1963 Riccardo Giacconi i Herb Gursky van proposar el primer satèl·lit orbital per estudiar fonts de raigs X. La NASA va llançar el seu satèl·lit Uhuru el 1970, que va conduir al descobriment de tres-cents noves fonts de raigs X. Les observacions ampliades d'Uhuru a Cygnus X-1 van mostrar fluctuacions en la intensitat de raigs X que es produeixen diverses vegades per segon. Aquesta ràpida variació va significar que la generació d'energia s'ha de dur a terme en una regió relativament petita d'aproximadament 10⁵ km, ja que la velocitat de la llum restringeix la comunicació entre regions més llunyanes. Per a una comparació de mida, el diàmetre del Sol és al voltant d'1,4×10⁶ km.
Entre abril–maig de 1971, Luc Braes i George K. Miley de l'Observatori de Leiden, i independentment Robert M. Hjellming i Campbell Wade al National Radio Astronomy Observatory, van detectar una emissió de ràdio des de Cygnus X-1, i la seva exacta posició de ràdio va identificar la font de rajos X a l'estrella AGK2 +35 1910 = HDE 226868. A l'esfera celeste, aquesta estrella és al voltant de la meitat d'un grau de l'estrella de 4a magnitud Eta Cygni. És una estrella supergegant que, per si mateixa, és incapaç d'emetre les quantitats observades de raigs X. Per tant, l'estrella ha de tenir un company que pugui escalfar el gas als milions de graus necessaris per produir la font de radiació Cygnus X-1.
Louise Webster i Paul Murdin, a l'Observatori Reial de Greenwich, i Charles Thomas Bolton, treballant de forma independent al David Dunlap Observatory de la Universitat de Toronto, van anunciar el descobriment del company amagat i massiu HDE 226868 el 1971. Les mesures amb l'efecte Doppler de l'espectre de l'estrella van demostrar la presència de l'acompanyant i va permetre estimar-ne la massa a partir dels paràmetres orbitals. Sobre la base de l'alta massa predictiva de l'objecte, es va suposar que podria ser un forat negre com l'estrella de neutrons més gran possible no pot excedir tres vegades la massa del Sol.
Amb altres observacions reforçant l'evidència, cap a final de 1973 la comunitat astronòmica en general va concedir que Cygnus X-1 era probablement un forat negre. Unes mesures més precises de Cygnus X-1 van demostrar la variabilitat fins a un sol mil·lisegon. Aquest interval és coherent amb la turbulència en un disc de matèria acretada que envolta un forat negre—el disc d'acreció. Els esclats de raigs X que duren aproximadament un terç d'un segon corresponen el temps esperat de la matèria que cau cap a un forat negre.

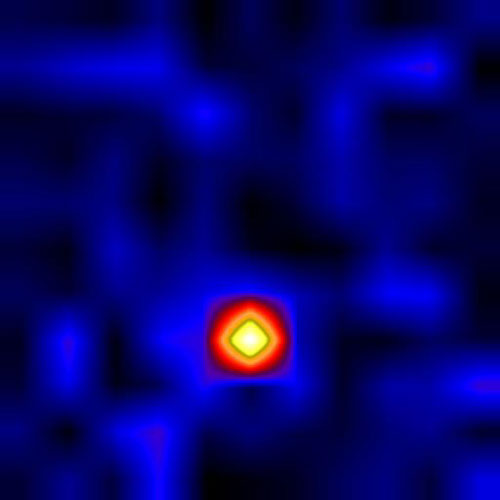
Aquesta imatge de raigs X de Cygnus X-1 va ser presa per un telescopi en un globus, el projecte High Energy Replicated Optics (HERO). Imatge de la NASA.

Des de llavors, Cygnus X-1 va ser estudiada extensament utilitzant observacions instrumentals en òrbita o terrestres. Les similituds entre les emissions binàries de raigs X com ara HDE 226868/Cygnus X-1 i el nucli de galàxia actiu suggereix un mecanisme comú de generació d'energia que inclou un forat negre, un disc d'acreció orbital i jets associats. Per aquesta raó, Cygnus X-1 s'identifica entre una classe d'objectes anomenada microquàsars; un anàleg dels quàsars, o fonts de ràdio quasi estel·lars, ara conegudes com a nuclis galàctics actius distants. Els estudis científics de sistemes binaris com HDE 226868/Cygnus X-1 poden donar lloc a noves idees sobre la mecànica de galàxies actives.

## Sistema estel·lar
Es tracta d'un objecte compacte i una estrella supergegant blava que formen un sistema binari orbitant al voltant del seu centre de masses cada 5,599829 dies. Des de la perspectiva de la Terra, l'objecte compacte mai no passa per darrere de l'altra estrella; en altres paraules, el sistema no eclipsa. No obstant, la inclinació del pla orbital a la línia de visió des de la Terra roman incert, amb prediccions entre 27–65°. Un estudi de 2007 va estimar la inclinació en 48,0 ± 6,8°, el que significaria que el semieix major és al voltant dels 0,2 ua, o el 20% de la distància de la Terra al Sol. L'excentricitat de l'òrbita es creu que només és de 0,0018 ± 0,002; una òrbita gairebé circular. La distància de la Terra a aquest sistema és aproximadament 1.860 ± 120 parsecs (6.070 ± 390 anys llum).
El sistema HDE 226868/Cygnus X-1 comparteix un moviment comú a través de l'espai amb una associació d'estrelles massives nomenades Cygnus OB3, que es troben aproximadament a 2000 parsecs del Sol. Això implica que HDE 226868, Cygnus X-1 i aquesta associació OB pot haver estat format al mateix temps i lloc. Si és així, el sistema té una l'edat de 5±1,5 Ma. El moviment de HDE 226868 respecte Cygnus OB3 és de 9 ± 3 km/s; un valor típic per al moviment aleatori dins d'una associació estel·lar. HDE 226868 és a 60 parsecs des del centre de l'associació, i podria haver arribat a aquesta separació aproximadament 7 ± 2 Ma, el que coincideix potencialment amb l'edat estimada de l'associació.
Amb una latitud galàctica de 4 graus i longitud galàctica de 71 graus, aquest sistema es dirigeix cap a l'interior del mateix Braç d'Orió en què el Sol es troba dins de la Via Làctia, prop d'on s'apropa el Braç de Sagitari. Cygnus X-1 va ser descrit pertanyent al Braç de Sagitari, tot i que l'estructura de la Via Làctia no està ben establerta.

### Objecte compacte
Hi ha una mica d'incertesa sobre la massa de l'objecte compacte. Els models evolutius estel·lars suggereixen una massa de 20 ± 5 masses solars, mentre que altres tècniques van donar lloc a 10 masses solars. La mesura de les periodicitats en l'emissió de raigs X prop de l'objecte ha donat un valor més precís 14,8 ± 1 masses solars. En tots els casos, l'objecte és probablement un forat negre—una regió de l'espai amb un camp gravitatori que és prou fort com per evitar l'escapament de radiació electromagnètica des de l'interior. El límit d'aquesta regió es diu l'horitzó d'esdeveniments i té un radi efectiu anomenat el radi de Schwarzschild, que són 44 km per a Cygnus X-1. Tot (incloent matèria i fotons) el que intenta passar a través d'aquest límit no es pot escapar.
Les proves d'un horitzó d'esdeveniments semblant pot haver estat detectat el 1992 usant observacions ultraviolades (UV) amb el High Speed Photometer («Fotòmetre d'alta velocitat») a bord del Telescopi espacial Hubble. A mesura que els cúmuls auto-lluminosos de matèria entren en forma d'espiral en un forat negre, la seva radiació s'emetrà en una sèrie de polsos que estan subjectes al desplaçament al roig gravitatori, ja que el material s'apropa a l'horitzó. És a dir, les longituds d'ona de la radiació s'incrementaran constantment, tal com prediu la teoria de la relativitat general. La matèria colpejant un objecte sòlid i compacte emetria una explosió final d'energia, mentre que el material que passava per un horitzó d'esdeveniments no ho faria. Dos d'aquests «trens de pols decadents» van ser observats, que són coherents amb l'existència d'un forat negre.
L'anàlisi previ de dades de l'observatori espacial de raigs X Chandra va suggerir que Cygnus X-1 no estava girant en cap grau significativament. Tanmateix, una evidència anunciada el 2011 va suggerir que gira molt ràpidament, aproximadament 790 vegades per segon.

#### Formació
L'estrella més gran de l'associació de Cygnus OB3 té una massa 40 vegades superior a la del Sol. A mesura que les estrelles més massives evolucionen amb més rapidesa, això implica que l'estrella progenitora Cygnus X-1 tenia més de 40 masses solars. Donada la massa estimada actual del forat negre, l'estrella progenitora hauria perdut més de 30 masses solars de material. Una part d'aquesta massa pot haver estat perduda a HDE 226868, mentre que la resta va ser probablement expulsada per un fort vent estel·lar. L'enriquiment d'heli de l'atmosfera exterior de HDE 226868 pot ser prova d'aquesta transferència massiva. Possiblement, el progenitor hagi evolucionat cap a una estrella de Wolf-Rayet, que expulsa una proporció substancial de la seva atmosfera amb un vent estel·lar igualment important.
Si l'estrella progenitora havia explotat com a supernova, llavors les observacions d'objectes similars demostren que el romanent probablement hauria estat expulsat del sistema a una velocitat relativament alta. A mesura que l'objecte romania en òrbita, això indica que la progenitora podria haver-se col·lapsat directament en un forat negre sense explotar (o com a màxim només va produir una explosió relativament modesta).

#### Disc d'acreció

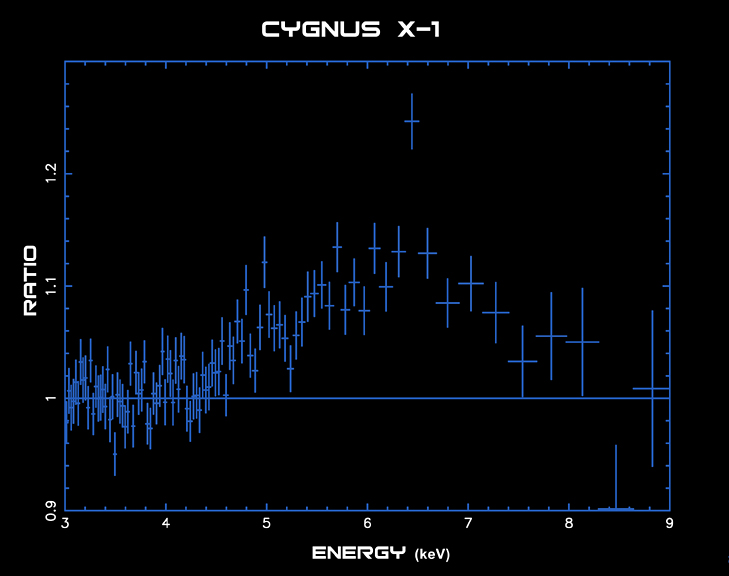
Un espectre de raigs X del Chandra de Cygnus X-1 mostrant un pic característic proper a 6,4 KeV a causa del ferro ionitzat en el disc d'acreció, però el pic és gravitacionalment desplaçat en vermell, ampliat per l'efecte Doppler, i esbiaixat cap a les energies més baixes.

L'objecte compacte es pensa que està orbitat per un disc prim i pla de matèria d'acumulació coneguda com a disc d'acreció. Aquest disc s'escalfa intensament per la fricció entre el gas ionitzat en òrbites internes de moviment més ràpid i que en els exteriors més lents. Es divideix en una regió interior calenta amb un nivell relativament alt d'ionització—formant un plasma—i una regió externa més fresca i menys ionitzada que s'estén fins a aproximadament 500 vegades el radi de Schwarzschild, o al voltant de 15.000 km.
Encara que és altament i erràticament variable, Cygnus X-1 normalment és la font més persistent brillant de raigs X durs —aquells amb energies des d'aproximadament 30 fins a diversos centenars de keV— al cel. Els raigs X es produeixen com a fotons d'energia més baixos en el disc d'acreció interior prim, i després es dona més energia a través de l'efecte Compton amb electrons de temperatura molt alta d'una manera geomètrica més gruixuda, però amb una corona gairebé transparent envoltant-lo, així com per una reflexió addicional de la superfície del disc prim. Una possibilitat alternativa és que els rajos X puguin ser produïts per l'efecte Compton en la base d'un jet en lloc d'un disc corona.
L'emissió de raigs X de Cygnus X-1 pot variar en un patró una mica repetitiu anomenat oscil·lacions quasi periòdiques (de l'anglès quasi-periodic oscillations o QPO). La massa de l'objecte compacte sembla determinar la distància a la qual comença a emetre el plasma circumdant de QPOs, amb el radi d'emissió decreixent a mesura que disminueix la massa. Aquesta tècnica s'ha utilitzat per estimar la massa de Cygnus X-1, proporcionant una verificació directa amb altres derivacions de masses.
Les pulsacions amb un període estable, similar a les que resulten del gir d'una estrella de neutrons, mai no s'han vist a Cygnus X-1. Les pulsacions d'estrelles de neutrons són causades pel camp magnètic de l'estrella de neutrons, però, el teorema de no pèl garanteix que els forats negres no tinguin pols magnètics. Per exemple, l'objecte binari de raigs X V 0332+53 es pensava que era un possible forat negre fins que es van trobar pulsacions. Cygnus X-1 tampoc ha mostrat mai ràfegues de raigs X semblants a les observades a partir de les estrelles de neutrons. Cygnus X-1 canvia imprevisiblement entre dos estats de raigs X, tot i que els raigs X també poden variar contínuament entre aquests estats. En l'estat més comú, els raigs X són «durs», el que significa que més raigs X tenen una elevada energia. En l'estat menys comú, els raigs X són «tous», amb la majoria de raigs X amb menor energia. L'estat tou també mostra una major variabilitat. Es creu que l'estat dur s'origina en una corona que envolta la part interna del disc d'acreció més opac. L'estat tou es produeix quan el disc s'aproxima a l'objecte compacte (possiblement tan proper com 150 km), acompanyat del refredament o expulsió de la corona. Quan es genera una nova corona, Cygnus X-1 canvia a l'estat dur.
La transició espectral de Cygnus X-1 es pot explicar utilitzant una solució de flux advectiu de dos components, tal com proposa Chakrabarti i Titarchuk. Un estat dur es genera per la compostació inversa de llavors de fotons del disc Keplarià i també els fotons de sincronisme produïts pels electrons calents a la Centrifugal Pressure-supported Boundary Layer (CENBOL, «capa límit suportada per pressió centrífuga»).
El flux de raigs X de Cygnus X-1 varia periòdicament cada 5,6 dies, especialment durant la conjunció superior quan els objectes en òrbita estan més alineats amb la Terra i la font més compacta és la més allunyada. Això indica que les emissions estan parcialment bloquejades per una qüestió circumstancial, que pot ser el vent estel·lar de l'estrella HDE 226868. Hi ha més o menys 300 dies de periodicitat en l'emissió que podria ser causada per la precessió del disc d'acreció.

#### Jets
Com que la matèria acretada cau cap a l'objecte compacte, perd energia potencial gravitatòria. Una part d'aquesta energia alliberada és dissipada per jets de partícules, alineades perpendiculars al disc d'acreció, que flueix cap a fora amb velocitats relativístiques —és a dir, les partícules es mouen a una fracció significativa de la velocitat de la llum. Aquest parell de jets proporciona un mitjà perquè un disc d'acreció pugui vessar excés d'energia i moment angular. Poden ser creats per camps magnètics dins del gas que envolta l'objecte compacte.
Els jets de Cygnus X-1 són radiadors ineficients i, per tant, alliberen només una petita proporció de la seva energia a la espectre electromagnètic. És a dir, apareixen «foscos». L'angle estimat dels jets a la línia de visió és de 30° i poden ser precessats. Un dels jets està xocant amb una part relativament densa del medi interestel·lar (de l'anglès «ISM»), formant un anell energitzat que es pot detectar per la seva emissió de ràdio. Aquesta col·lisió sembla formar una nebulosa que s'ha observat a longituds d'ona òptiques. Per produir aquesta nebulosa, el jet ha de tenir una potència mitjana estimada de 4–14×10³⁶ erg/s, o (9 ± 5)×1029 W. Això és més de 1.000 vegades la potència emesa pel sol. No hi ha cap anell corresponent en la direcció contrària perquè el jet està en una regió de menor densitat del ISM.
El 2006, Cygnus X-1 es va convertir en el primer forat negre de masses estel·lars que es va demostrar emissions de raigs gamma a la banda d'energia molt alta, per sobre de 100 GeV. El senyal es va observar al mateix moment d'una flamarada de raigs X durs, suggerint un enllaç entre els esdeveniments. La flamarada de raigs X pot haver estat produïda a la base del raig mentre es podrien haver generat els raigs gamma on el raig interactua amb el vent estel·lar de HDE 226868.

### HDE 226868

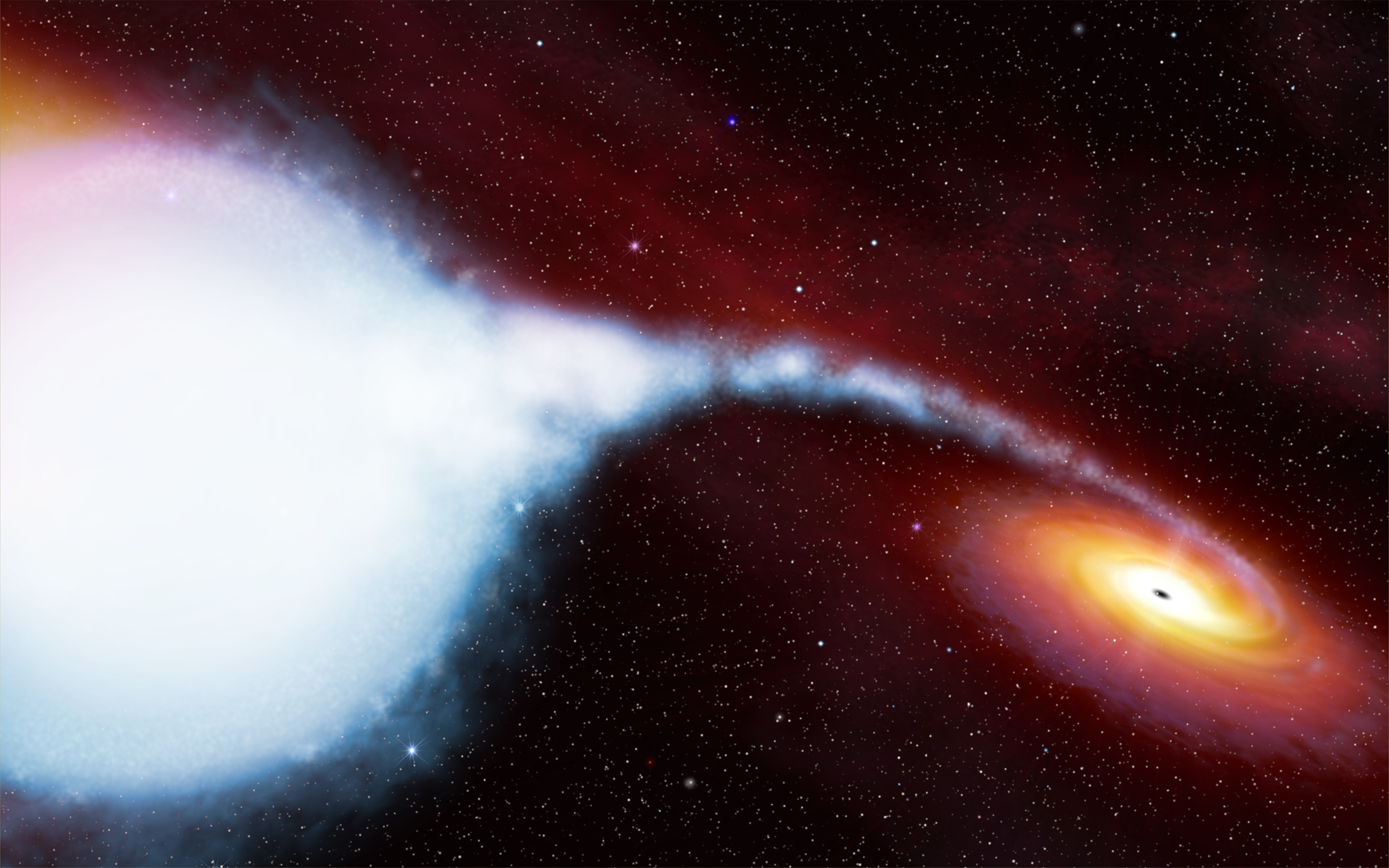
Impressió artística del sistema binari HDE 226868–Cygnus X-1. il·lustració ESA/Hubble.

HDE 226868 és una estrella supergegant amb un tipus espectral de O9.7 Iab, que es troba al límit entre les estrelles de classe O i de classe B. Té una temperatura superficial estimada de 31.000 K i una massa aproximada de 20–40 vegades la massa del Sol. Basat en un model evolutiu estel·lar, a la distància estimada de 2.000 parsecs, aquesta estrella pot tenir un radi igual a 15–17 vegades el radi solar i és aproximadament 300.000–400.000 vegades la lluminositat del Sol. Per comparació, s'estima que l'objecte compacte està en òrbita de HDE 226868 a una distància d'uns 40 radis solars, o el doble del radi d'aquesta estrella.
La superfície de HDE 226868 és atret distorsionadament per la gravetat del company massiu, formant una forma de llàgrima més distorsionada per la rotació. Això fa que la brillantor òptica de l'estrella varia en 0,06 magnituds durant cada òrbita binària de 5,6 dies, amb la magnitud mínima que es produeix quan el sistema està alineat amb la línia de visió. El patró «el·lipsoidal» de la variació de la llum prové de l'enfosquiment vers el limbe i l'enfosquiment vers la gravetat de la superfície de l'estrella.
Quan l'espectre de HDE 226868 es compara amb l'estrella similar Èpsilon d'Orió, el primer mostra un excés d'abundància d'heli i una insuficiència de carboni en la seva atmosfera. Les línies espectrals ultraviolades i H-alfa de HDE 226868 mostra perfils similars a l'estrella P Cygni, que indica que l'estrella està envoltada d'un entorn gasós que s'està accelerant lluny de l'estrella a una velocitat aproximada de 1.500 km/s.
Igual que altres estrelles del seu tipus espectral, es creu que HDE 226868 està vessant massa en un vent estel·lar a una taxa estimada de 2,5×10−6 masses solars a l'any. Això equival a perdre una massa igual a la del Sol cada 400.000 anys. La influència gravitatòria de l'objecte compacte sembla estar remodelant aquest vent estel·lar, produint una geometria del vent enfocada en lloc d'un vent esfèricament simètric. Els raigs X de la regió que envolten l'objecte compacte escalfen i ionitzen aquest vent estel·lar. A mesura que l'objecte passa per diferents regions del vent estel·lar durant la seva òrbita de 5,6 dies, les línies UV, l'emissió de ràdio, i els mateixos raigs X tots varien.
El lòbul de Roche de HDE 226868 defineix la regió de l'espai al voltant de l'estrella on el material orbital queda obligat a gravitar. El material que passa més enllà d'aquest lòbul pot caure cap al company orbitador. Es creu que aquest lòbul de Roche és a prop de la superfície de HDE 226868 però no es desborda, de manera que el material a la superfície estel·lar no està desposseït pel seu company. No obstant això, una proporció significativa del vent estel·lar emès per l'estrella es dibuixa sobre el disc d'acreció de l'objecte compacte després de passar més enllà d'aquest lòbul.
El gas i la pols entre el Sol i HDE 226868 dona com a resultat una reducció de la magnitud aparent de l'estrella, així com un enrogiment de la tonalitat—la llum vermella pot penetrar més eficaçment la pols en el mitjà interestel·lar. El valor estimat de l'extinció interestel·lar (AV) és 3,3 magnituds. Sense la matèria interventora, HDE 226868 seria una estrella de cinquena magnitud i, per tant, visible a simple vista.

## Stephen Hawking i Kip Thorne

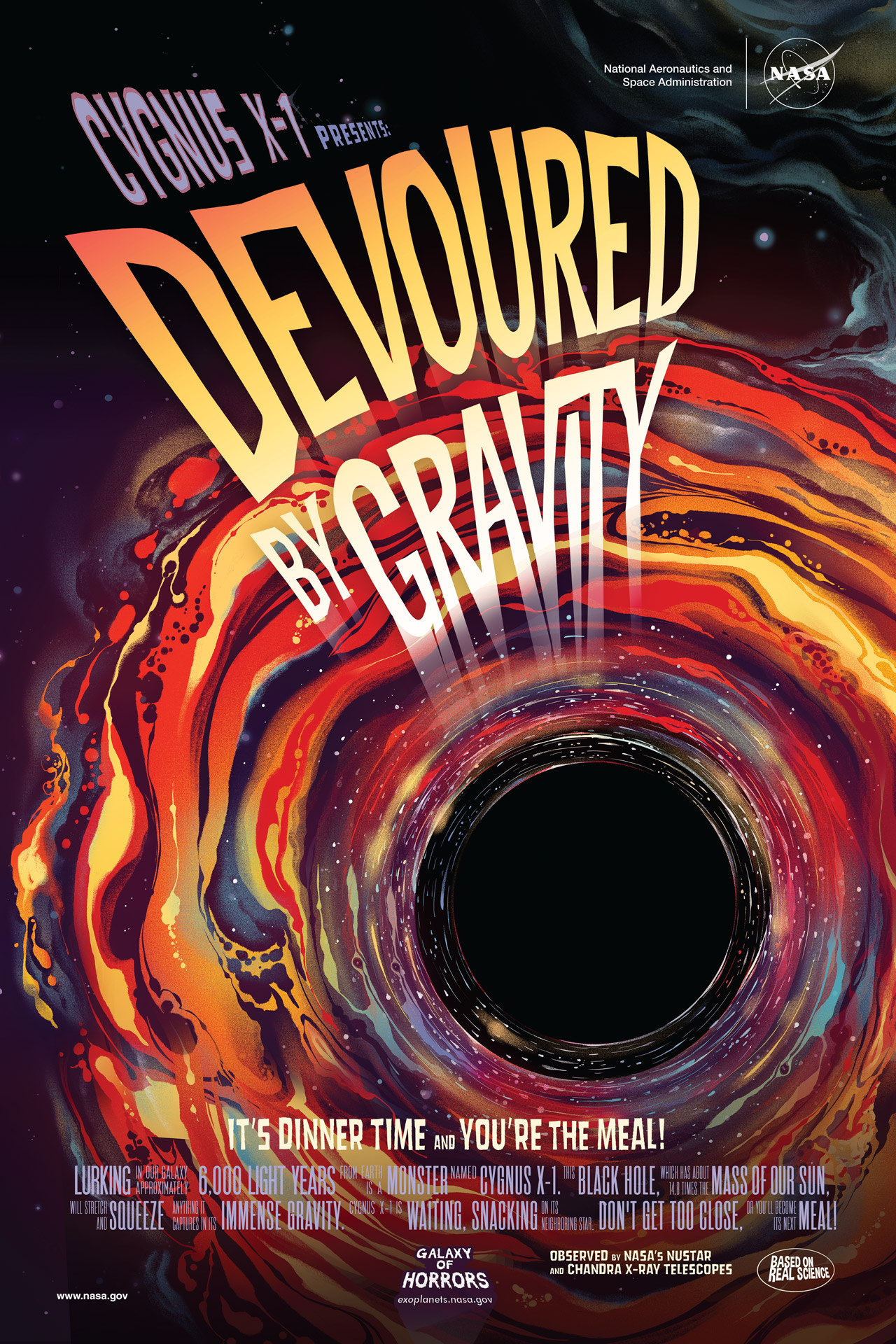
Pòster de la NASA sobre Cygnus X-1

Cygnus X-1 va ser objecte d'una aposta entre els físics Stephen Hawking i Kip Thorne, en què Hawking aposta contra l'existència de forats negres a la regió. Hawking més tard va descriure això com un «pòlissa d'assegurances» de gèneres. En el seu llibre, Breu història del temps, va escriure:
| « | (català) Aquesta era una forma de pòlissa d'assegurances per a mi. He treballat molt sobre els forats negres, i tota aquesta feina es perdria si els forats negres no existissin. Però en aquest cas, tindria el consol de guanyar la meva aposta, que em guanyaria quatre anys de la revista Private Eye. Si hi ha forats negres, Kip tindrà un any de Penthouse. Quan vam fer l'aposta el 1975, teníem un 80% de seguretat que Cygnus X-1 era un forat negre. Per ara [1988], jo diria que som del 95% segur, però l'aposta encara no s'ha resolt. | (anglès) This was a form of insurance policy for me. I have done a lot of work on black holes, and it would all be wasted if it turned out that black holes do not exist. But in that case, I would have the consolation of winning my bet, which would win me four years of the magazine Private Eye. If black holes do exist, Kip will get one year of Penthouse. When we made the bet in 1975, we were 80% certain that Cygnus X-1 was a black hole. By now [1988], I would say that we are about 95% certain, but the bet has yet to be settled. | » |

Segons l'actualització de l'edició 10è aniversari de A Brief History of Time, Hawking va concedir l'aposta a causa de les dades observacionals posteriors a favor dels forats negres. En el seu propi llibre, Black Holes and Time Warps, Thorne declara que Hawking va concedir l'aposta en entrar a l'oficina de Thorne mentre estava a Rússia, sobre l'aposta marcada i signar-la.